# 水営駅
水営駅（スヨンえき）は、大韓民国釜山広域市水営区にある釜山交通公社の駅である。
釜山交通公社の2号線から3号線が分岐しており、両線の接続駅となっている。

## 利用可能な路線
- 釜山交通公社
  - ●2号線 - 駅番号は208。
  - ●3号線 - 当駅を起点とする。駅番号は301。

## 駅構造
2号線・3号線ともに島式ホーム1面2線の地下駅で、フルスクリーンタイプのホームドアが設置されている。

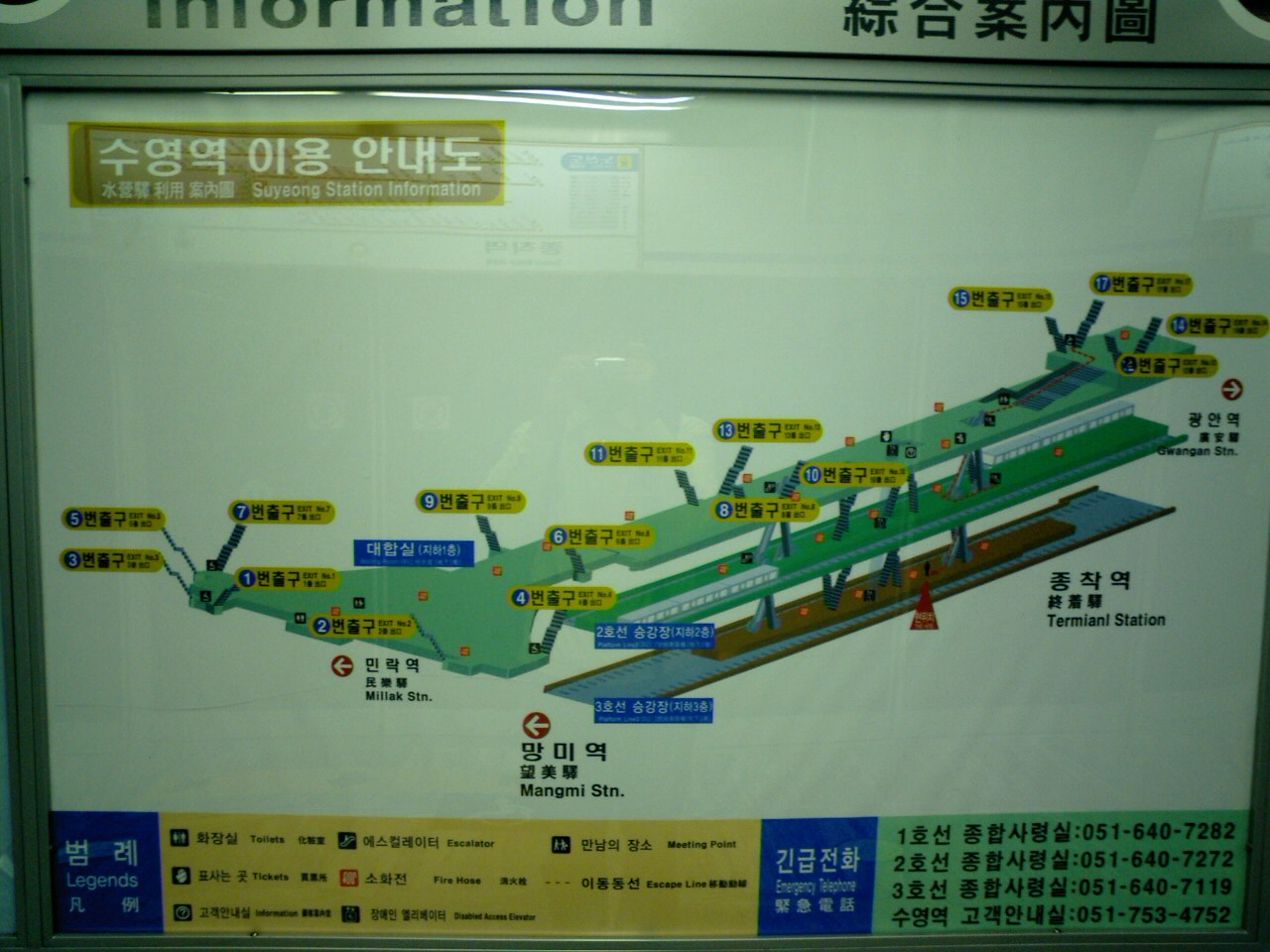
構内案内図
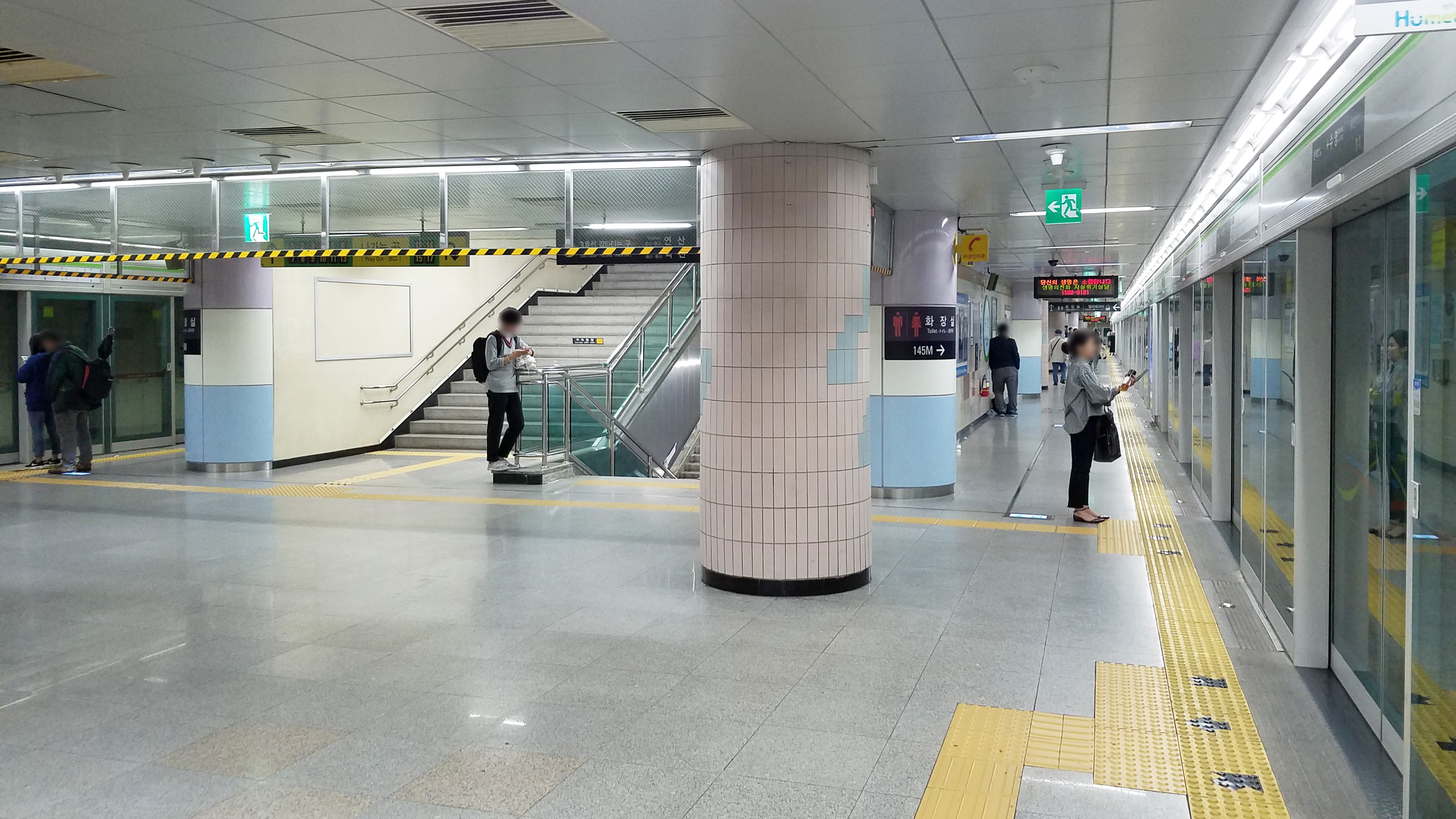
2号線ホーム（2018年4月）
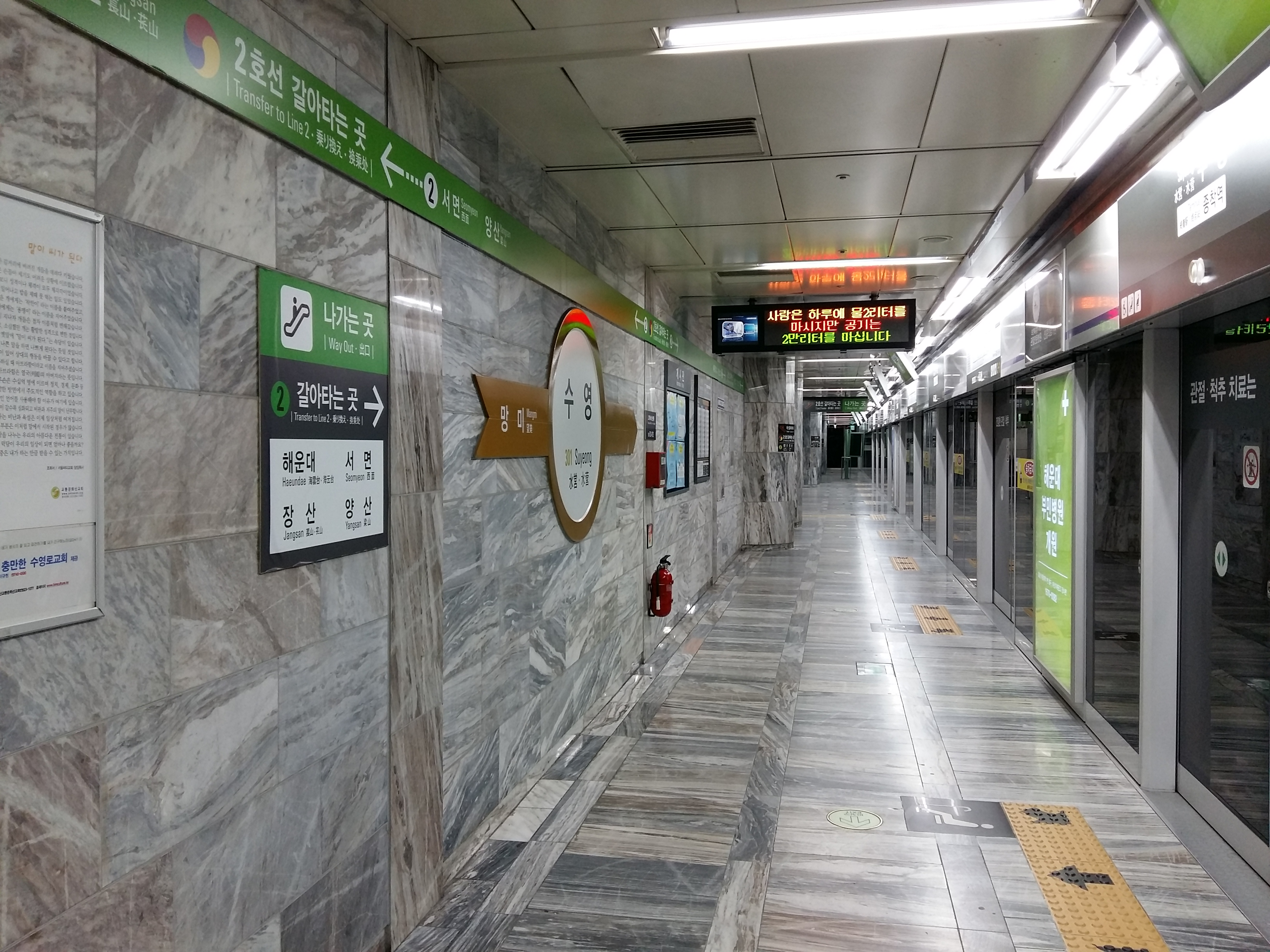
3号線ホーム（2016年1月）
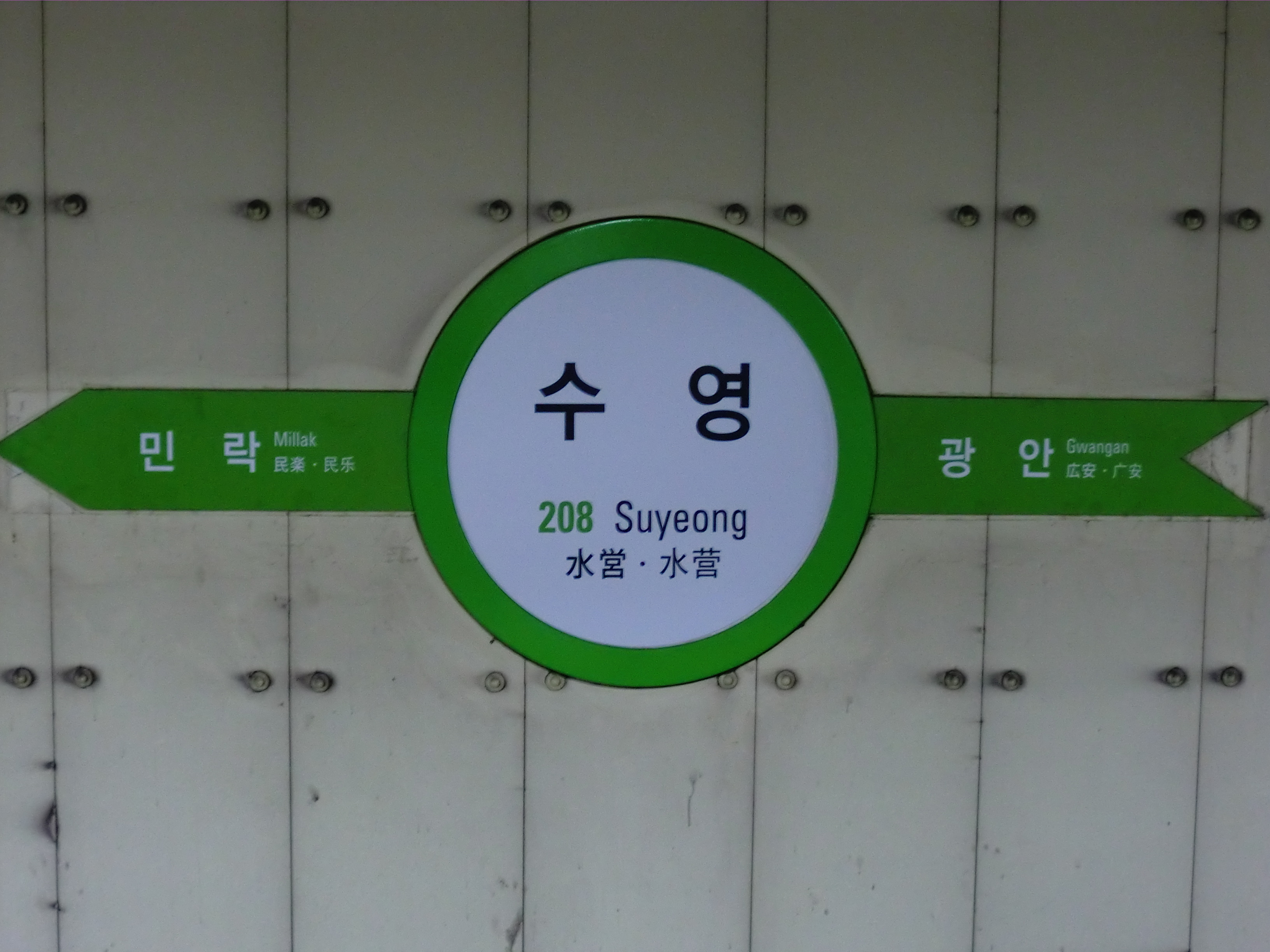
2号線の駅名標
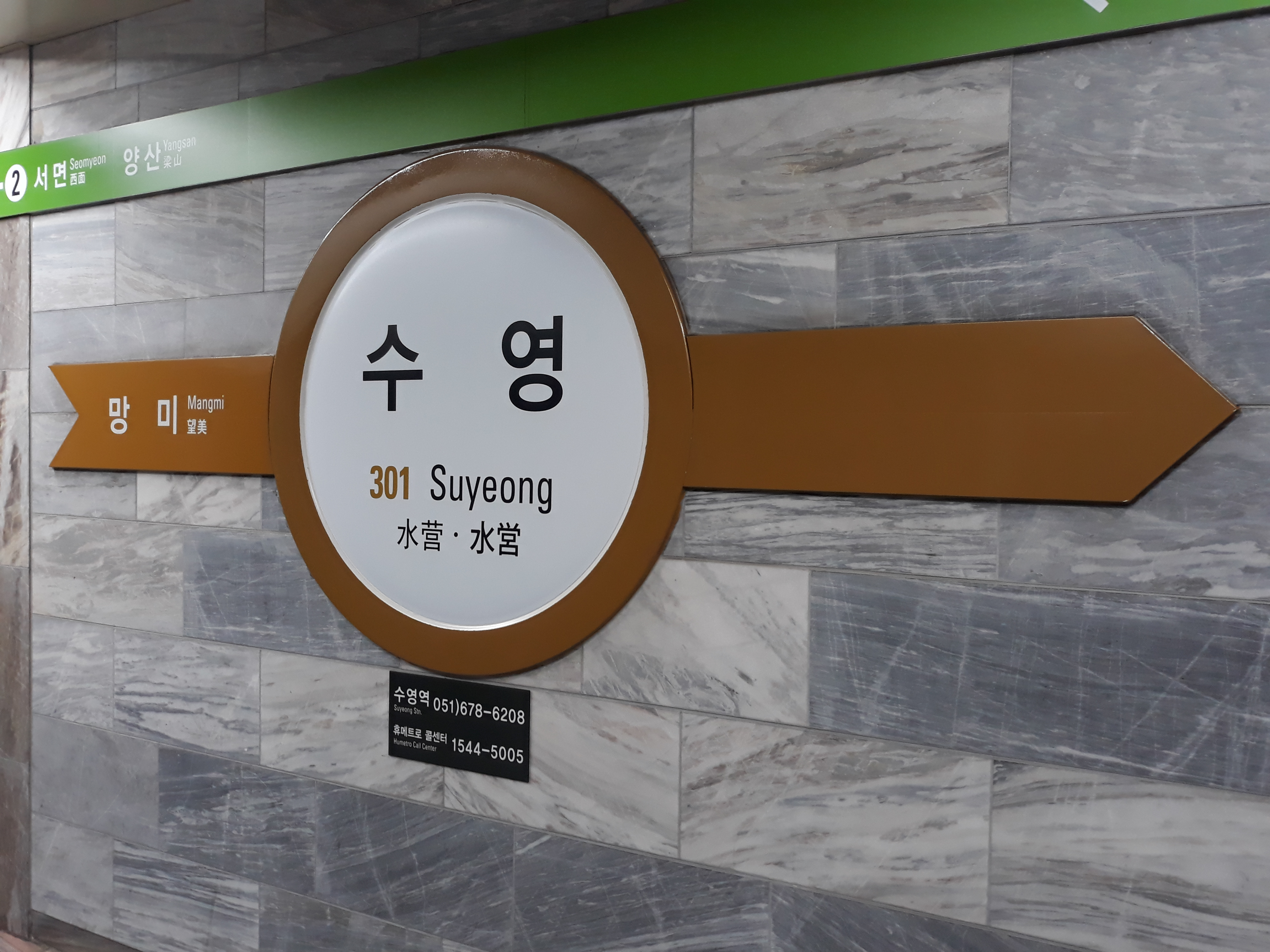
3号線の駅名標

### のりば
| 上り | 2号線 | 萇山方面 |
| 下り | 2号線 | 梁山方面 |
| 上り | 3号線 | 降車専用 |
| 下り | 3号線 | 大渚方面 |

## 歴史
- 2002年8月29日 - 2号線の駅として開業。
- 2005年11月28日 - 3号線が開業し、接続駅となる。

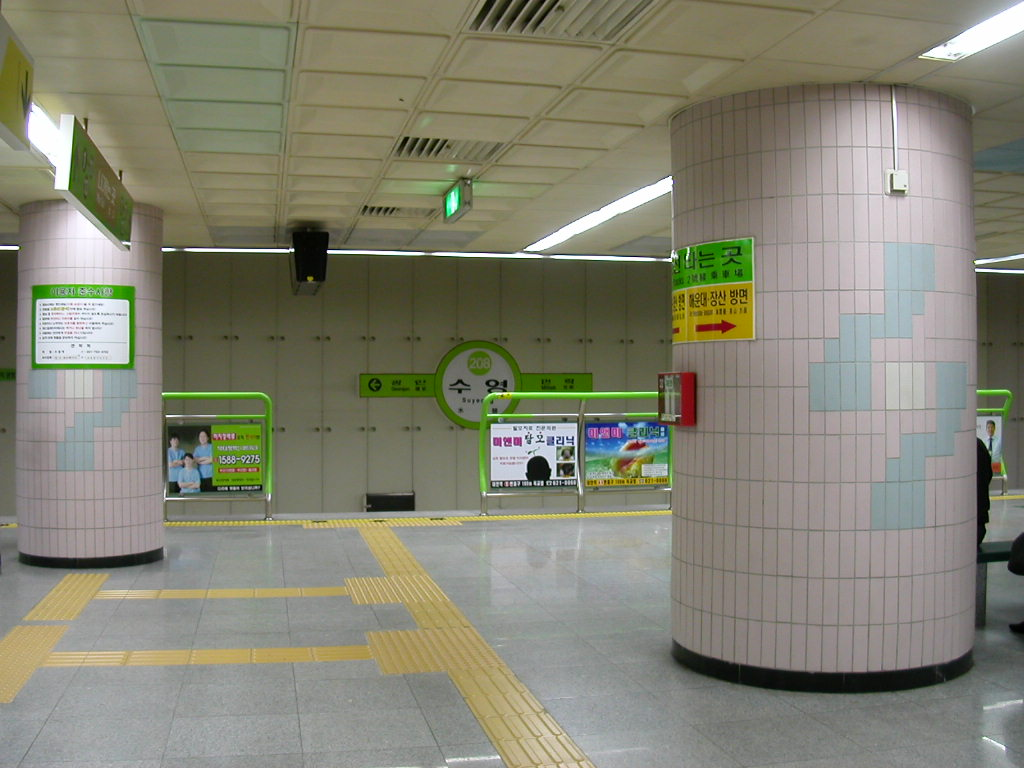
ホームドア設置前の2号線ホーム（2008年2月）
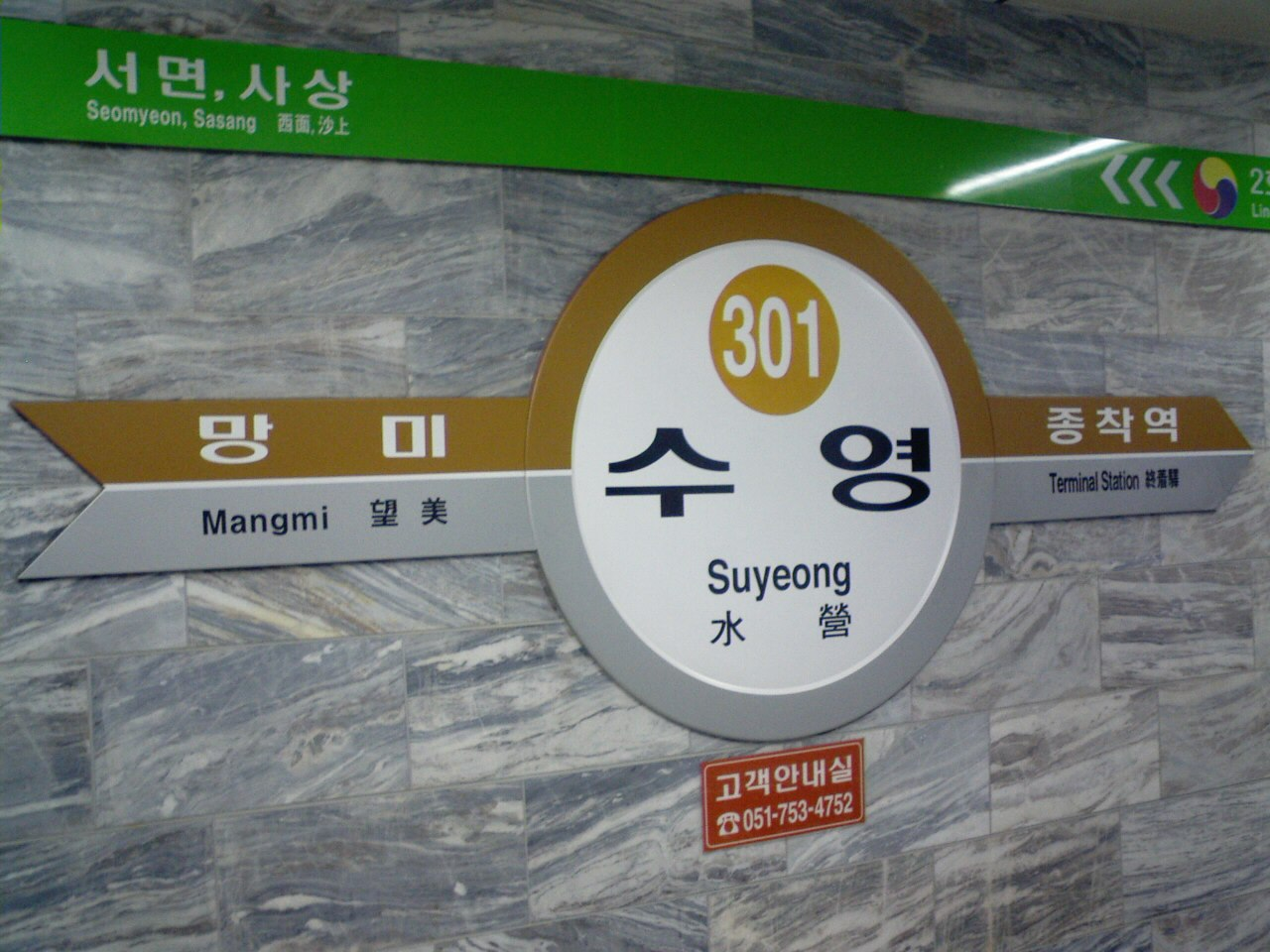
3号線の旧型駅名標（2008年2月）

## 駅周辺
- 釜山水営洞郵便局
- 広安3洞住民センター
- 水営洞行政福祉センター
- 水営初等学校
- 釜山銀行水営支店
- ウリィ銀行水営駅支店

## 隣の駅
釜山交通公社
 2号線
民楽駅 (207) - 水営駅 (208) - 広安駅 (209)
 3号線
水営駅 (301) - 望美駅 (302)